# Hafþór Júlíus Björnsson
Hafþór Júlíus „Thor“ Björnsson (deutsche Transkription Hafthor Julius Björnsson, * 26. November 1988 in Reykjavík) ist ein isländischer Strongman, Schauspieler und ehemaliger Basketballspieler. 2018 konnte er den World’s Strongest Man, den Europe’s Strongest Man, die Arnold Strongman Classic und den World's Ultimate Strongman gewinnen.

## Sport

### Basketball
Hafþór begann seine Sportkarriere als Basketballspieler. Mit einer Größe von 2,05 Metern spielte er erst in der Island-Dominos Liga bei K.R. Basket Reykjavík als Center in der Startaufstellung. Gleichzeitig wurde er in der isländischen Basketballnationalmannschaft eingesetzt.
In der Saison 2007–2008 wechselte er zum Islandic Division 1 Basketballteam FSu Selfoss, um dort in der Position des Center zu spielen.
Durch eine schwere Knieverletzung im Alter von 20 Jahren musste er seine aussichtsreiche Basketballkarriere beenden.

### Strongman
| Strongman-Wettkämpfe             | Strongman-Wettkämpfe         |
| -------------------------------- | ---------------------------- |
| World’s Strongest Man            |                              |
| 6.                               | 2011                         |
| 3.                               | 2012                         |
| 3.                               | 2013                         |
| 2.                               | 2014                         |
| 3.                               | 2015                         |
| 2.                               | 2016                         |
| 2.                               | 2017                         |
| 1.                               | 2018                         |
| 3.                               | 2019                         |
| Arnold Strongman Classic         |                              |
| 10.                              | 2012                         |
| 8.                               | 2013                         |
| 5.                               | 2014                         |
| 7.                               | 2015                         |
| 5.                               | 2016                         |
| 2.                               | 2017                         |
| 1.                               | 2018                         |
| 1.                               | 2019                         |
| 1.                               | 2020                         |
| Europe’s Strongest Man           |                              |
| 1.                               | 2014                         |
| 1.                               | 2015                         |
| 2.                               | 2016                         |
| 1.                               | 2017                         |
| 1.                               | 2018                         |
| 1.                               | 2019                         |
| Giants Live                      |                              |
| 4.                               | 2011 Polen                   |
| Strongman Champions League       |                              |
| 3.                               | 2013 SCL Iceman Challenge IV |
| 1.                               | 2013 Lettland                |
| 2.                               | 2013 Deutschland             |
| 1.                               | 2015 SCL Iceman Challenge    |
| Jon Pall Sigmarsson Classic      |                              |
| 2.                               | 2010                         |
| 1.                               | 2012                         |
| Iceland's Strongest Man          |                              |
| 3.                               | 2010                         |
| 1.                               | 2011                         |
| 1.                               | 2012                         |
| 1.                               | 2013                         |
| 1.                               | 2014                         |
| 1.                               | 2015                         |
| 1.                               | 2016                         |
| 1.                               | 2017                         |
| Strongest Man in Iceland         |                              |
| 1.                               | 2010                         |
| 1.                               | 2011                         |
| 1.                               | 2012                         |
| 1.                               | 2016                         |
| 1.                               | 2017                         |
| Iceland's Strongest Viking       |                              |
| 1.                               | 2010                         |
| 1.                               | 2011                         |
| 1.                               | 2012                         |
| Westfjord's Viking               |                              |
| 4.                               | 2009                         |
| 1.                               | 2010                         |
| 1.                               | 2011                         |
| 1.                               | 2012                         |
| OK Budar Strongman Championships |                              |
| 1.                               | 2010                         |

Hafþór wurde 2009 vom isländischen Strongman Magnús Ver Magnússon in seinem Fitnessstudio „Jakaból“ entdeckt. Magnús sagte voraus, dass Hafþór eine gute Perspektive als Strongman hätte. Hafþór gewann im Jahr 2010 mehrere Wettkämpfe, u. a. Strongest Man in Iceland, Iceland's Strongest Viking, Westfjords Viking und die OK Badur Strongman Championships in Island.
Hafþór wurde bei der Erstveranstaltung von Jon Pall Sigmarsson Classic Zweiter hinter Brian Shaw. Er gewann bei Strongest Man in Iceland 2011 am 4. Juni 2011 und bei Iceland's Strongest Man 2011 am 18. Juni 2011. Hafþór wurde am 6. August 2011 Vierter bei Giants Live 2011 in Polen.
Das Gewicht des 2,05 m großen Hafþór Júlíus Björnsson schwankt sehr stark, je nachdem, ob er sich in einer Wettkampfphase befindet oder nicht. Sein Gewicht bei dem „Deadliftweltrekord (501 kg)“ betrug um die 210 kg.
Nach seinem 10. Sieg in Folge bei „Iceland Strongest Man“ verkündete er seinen Rücktritt vom Strongmansport und bereitete sich auf einen Boxkampf mit dem ehemaligen „World's Strongest Man“-Athleten Eddie Hall vor. Diesen gewann Hafþór mit einstimmigem Punktsieg, nachdem er Eddie Hall in Runde drei und sechs zu Boden schlug.
Laut eigener Aussage ist jedoch ein Comeback niemals auszuschließen.

### World's Strongest Man
Hafþór nahm erstmals an World’s Strongest Man teil, nachdem er eine Wildcard bekam, die ihn zum Wettkampf im Jahr 2011 einlud. Er belegte damals den sechsten Platz.
In den folgenden Jahren belegte er dreimal den dritten Platz (2012, 2013 und 2015) und dreimal den zweiten Platz hinter dem Litauer Žydrūnas Savickas (2014), dem Amerikaner Brian Shaw (2016) und dem Briten Eddie Hall (2017).
2018 konnte Hafþór zum ersten Mal den World’s Strongest Man gewinnen.

## Schauspieler
Hafþór Björnsson spielte die Rolle des Gregor Clegane (genannt „Der Berg“, engl.: „The Mountain“) ab 2014 in der HBO-Serie Game of Thrones von Staffel 4 bis Staffel 8. Nach Conan Stevens in der ersten Staffel und Ian Whyte in der zweiten Staffel wurde diese Figur durchgehend mit Hafþór besetzt.

## Sonstiges
Für eine Kampagne des Unternehmens SodaStream nahm er sich selbst in seiner Rolle des „Mountain“ ironisch aufs Korn, um für eine Vermeidung von Plastikmüll zu werben.
Seit 2016 ist Hafþór Sprecher und Miteigentümer von Icelandic Mountain Vodka.
Hafþór Björnsson leidet an einer Fazialislähmung. Er lebt mit seiner Ehefrau, der Kanadierin Kelsey Henson, in Reykjavik. Aus einer früheren Beziehung hat er eine Tochter sowie aus seiner jetzigen Ehe einen Sohn (* 26. September 2020).
Hafþór wurde von mehreren Ex-Freundinnen der häuslichen Gewalt beschuldigt, wobei eine Frau so verletzt wurde, dass sie ins Krankenhaus eingeliefert werden musste. Die Frau erstattete Anzeige, aber der Fall wurde nicht weiter verfolgt.

## Persönliche Rekorde

### Strongman
- Kreuzheben: 505 kg mit Zughilfen, Gürtel und Deadlift-Suit (Weltrekord am 27. Juli 2025)
- Kreuzheben: 474 kg (1043 lbs) Elephant bar, raw with wrist straps (Arnold Classic 2019)[35]
- Reifenkreuzheben: 450 kg (994 lbs) raw with wrist straps[36]
- Log Lift: 213 kg (469 lbs)[37]
- Log Carry 5 steps: 650 kg (1433 lbs)[38]
- 56 lbs weight over 20 foot bar / ein 25 kg Gewicht über eine 6,10 m hohe Stange geworfen (Weltrekord)[39]

### Powerlifting
- Kniebeuge: 440 kg (970 lbs) (Thor’s Powerlifting Challenge 2018)[40]
- Bankdrücken: 250 kg (551 lbs) (Thor’s Powerlifting Challenge 2018)[40]
- Kreuzheben: 501 kg mit Zughilfen, Gürtel und Deadlift-Suit (Weltrekord am 2. Mai 2020)
- Kreuzheben: 410 kg (904 lbs) (Thor’s Powerlifting Challenge 2018)[40]
- Total: 1100 kg (2425 lbs) (Thor’s Powerlifting Challenge 2018)[40]

## Filmografie
- 2012–2017: The World’s Strongest Man
- 2014–2019: Game of Thrones (HBO-Serie, 17 Episoden)
- 2015: A League of Their Own (Serie 9, Episode 7)
- 2016: Heavy Bubbles
- 2017: Zon 261
- 2017: Devilish Deeds
- 2017: Beast
- 2018: Kickboxer: Die Abrechnung
- 2022: The Northman

Quelle: hafthorbjornsson.com